# Mistrovství světa v judu 2015
XL. mistrovství světa proběhlo v Ledovém paláci Alau v Astaně ve dnech 24. srpna až 30. srpna 2015.

## Program
- pondělí – 24. srpna 2015 – superlehká váha (−60 kg, −48 kg)
- úterý – 25. srpna 2015 – pololehká váha (−66 kg, −52 kg)
- středa – 26. srpna 2015 – lehká váha (−73 kg, −57 kg)
- čtvrtek – 27. srpna 2015 – polostřední váha (−81 kg, −63 kg)
- pátek – 28. srpna 2015 – střední váha (−90 kg, −70 kg) a polotěžká váha (−78 kg)
- sobota – 29. srpna 2015 – polotěžká váha (−100 kg) a těžká (+100 kg, +78 kg)
- neděle – 30. srpna 2015 – soutěž týmů

## Česká stopa
- −60 kg – Pavel Petřikov (JC Hradec Králové)
- −73 kg – Jaromír Ježek (Sokol Praha Vršovice)
- −73 kg – Jakub Ječmínek (USK Praha)
- −81 kg – Jaromír Musil (Sokol Praha Vršovice)
- −90 kg – Alexandr Jurečka (JC Havířov)
- −100 kg – Lukáš Krpálek (USK Praha)
- +100 kg – Michal Horák (USK Praha)

## Výsledky

### Muži
| Kategorie | Podrobně | Zlato                 | Stříbro                 | Bronz                 | Bronz                        |
| --------- | -------- | --------------------- | ----------------------- | --------------------- | ---------------------------- |
| −60 kg    | podrobně | Eldos Smetov (KAZ)    | Rustam Ibrajev (KAZ)    | Kim Won-čin (KOR)     | Tóru Šišime (JPN)            |
| −66 kg    | podrobně | An Pa-ul (KOR)        | Michail Puljajev (RUS)  | Golan Polak (ISR)     | Rišad Sabirov (UZB)          |
| −73 kg    | podrobně | Šóhei Óno (JPN)       | Riki Nakaja (JPN)       | An Čchang-im (KOR)    | Sajndžargalyn Ňam-Očir (MGL) |
| −81 kg    | podrobně | Takanori Nagase (JPN) | Loïc Pietri (FRA)       | Victor Penalber (BRA) | Antoine Valois-Fortier (CAN) |
| −90 kg    | podrobně | Kwak Tong-han (KOR)   | Kirill Děnisov (RUS)    | Mašú Beiká (JPN)      | Varlam Lipartelijani (GEO)   |
| −100 kg   | podrobně | Rjúnosuke Haga (JPN)  | Karl-Richard Frey (GER) | Toma Nikiforov (BEL)  | Dmitrij Peters (GER)         |
| +100 kg   | podrobně | Teddy Riner (FRA)     | Rjú Šičinohe (JPN)      | Jakiv Chammo (UKR)    | Adam Okruašvili (GEO)        |

### Ženy
| Kategorie | Podrobně | Zlato                    | Stříbro                      | Bronz                      | Bronz                          |
| --------- | -------- | ------------------------ | ---------------------------- | -------------------------- | ------------------------------ |
| −48 kg    | podrobně | Paula Paretová (ARG)     | Haruna Asamiová (JPN)        | Čong Po-kjong (KOR)        | Ami Kondóová (JPN)             |
| −52 kg    | podrobně | Misato Nakamuraová (JPN) | Andreea Chițuová (ROU)       | Érika Mirandaová (BRA)     | Darja Skrypniková (BLR)        |
| −57 kg    | podrobně | Kaori Macumotová (JPN)   | Corina Căprioriuová (ROU)    | Dordžsürengín Sumijá (MGL) | Automne Paviaová (FRA)         |
| −63 kg    | podrobně | Tina Trstenjaková (SLO)  | Clarisse Agbegnenouová (FRA) | Miku Taširová (JPN)        | Cedevsürengín Mönchdzajá (MGL) |
| −70 kg    | podrobně | Gévrise Émaneová (FRA)   | María Bernabéuová (ESP)      | Yuri Alvearová (COL)       | Fanny-Estelle Posviteová (FRA) |
| −78 kg    | podrobně | Mami Umekiová (JPN)      | Anamari Velenšeková (SLO)    | Luise Malzahnová (GER)     | Marhinde Verkerková (NED)      |
| +78 kg    | podrobně | Jü Sung (CHN)            | Megumi Tačimotová (JPN)      | Idalis Ortízová (CUB)      | Kanae Jamabeová (JPN)          |

## Statistika
- Věkový průměr medailistů – 24,61 let (medián – 24 let)
- Věkový průměr medailistek – 26,11 let (medián – 26 let)

- Nejmladší vítěz – An Pa-ul (21 let)
- Nejmladší vítězka – Mami Umekiová (21 let)
- Nejstarší vítěz – Teddy Riner (26 let)
- Nejstarší vítězka – Gévrise Émaneová (33 let a 32 dní[1])

- Nejmladší medailista – Mašú Beiká (21 let)
- Nejmladší medailistka – Ami Kondóová (20 let)
- Nejstarší medailista – Dmitrij Peters (31 let)
- Nejstarší medailistka – Gévrise Émaneová (33 let)

pozn. Věk je počítán podle ročníku narození. V případě ataku rekordu se upřesňuje podle data narození a data získaní medaile.